# Streptococcus agalactiae
Streptococcus agalactiae (även känd som grupp B-streptokocker, förkortat GBS) är en grampositiv bakterie som tillhör släktet streptokocker.

## Struktur
Streptococcus agalactiae är en grampositiv bakterie som är beta-hemolytisk och omges av en kapsel. Streptococcus agalactiae karakteriseras genom närvaron av grupp B-antigen på cellväggen enligt Lancefield-klassifikationen. Därför kallas Streptococcus agalactiae även grupp B-streptokocker (GBS).

## Infektion

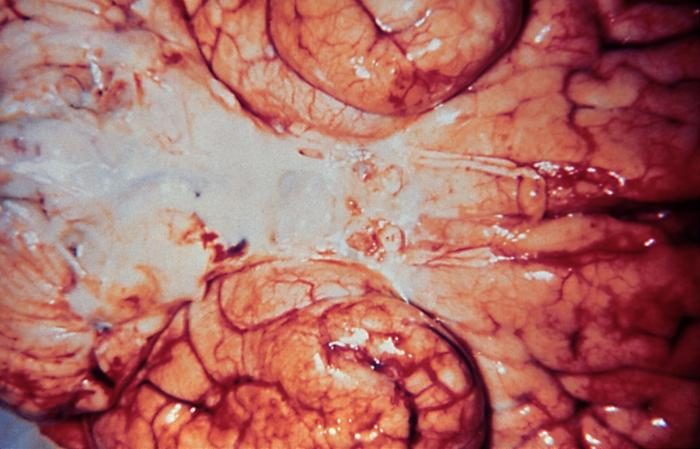
Denna bild visar skadan efter en hjärnhinneinflammation orsakad av S. agalactiae på ett fosters hjärna.

Grupp B-streptokocker är den ledande orsaken till infektion hos nyfödda. GBS-infektion hos nyfödda innebär vanligen sepsis, lunginflammation eller mindre vanligen hjärnhinneinflammation. Vanliga symptom är andningsbesvär, feber eller onormal trötthet.  Symptomen uppträder vanligen inom de första 48 timmarna efter födseln, men kan uppträda fram till 3 månaders ålder.
Hos vissa kvinnor är GBS en normalt förekommande bakterie i vaginans eller tarmens bakterieflora. Nästan 20 % av alla gravida kvinnor i världen är koloniserade med GBS i vagina eller rektum. Hälften av kvinnorna som är koloniserade med GBS överför bakterier till sina nyfödda barn. Av de nyfödda som får GBS-bakterier vid födseln utvecklar 1–2 % en GBS-infektion. GBS orsakar infektion i 0,49 fall per 1 000 födslar. Letaliteten bland spädbarn som får infektionen är 1–8 % hos fullgångna spädbarn och 5–20 % hos för tidigt födda spädbarn.
Resttillstånd efter genomgången meningit på grund av GBS kan vara neuropsykiatrisk funktionsnedsättning, hörselskada eller återkommande krampanfall.

### Förebyggande
Förebyggande åtgärder har minskat incidensen av GBS-infektion. Exempel på åtgärder är screening av gravida kvinnor för kolonisering av GBS och antibiotikatillförsel under förlossning till kvinnor med påvisad GBS.

## Icke-humana infektioner

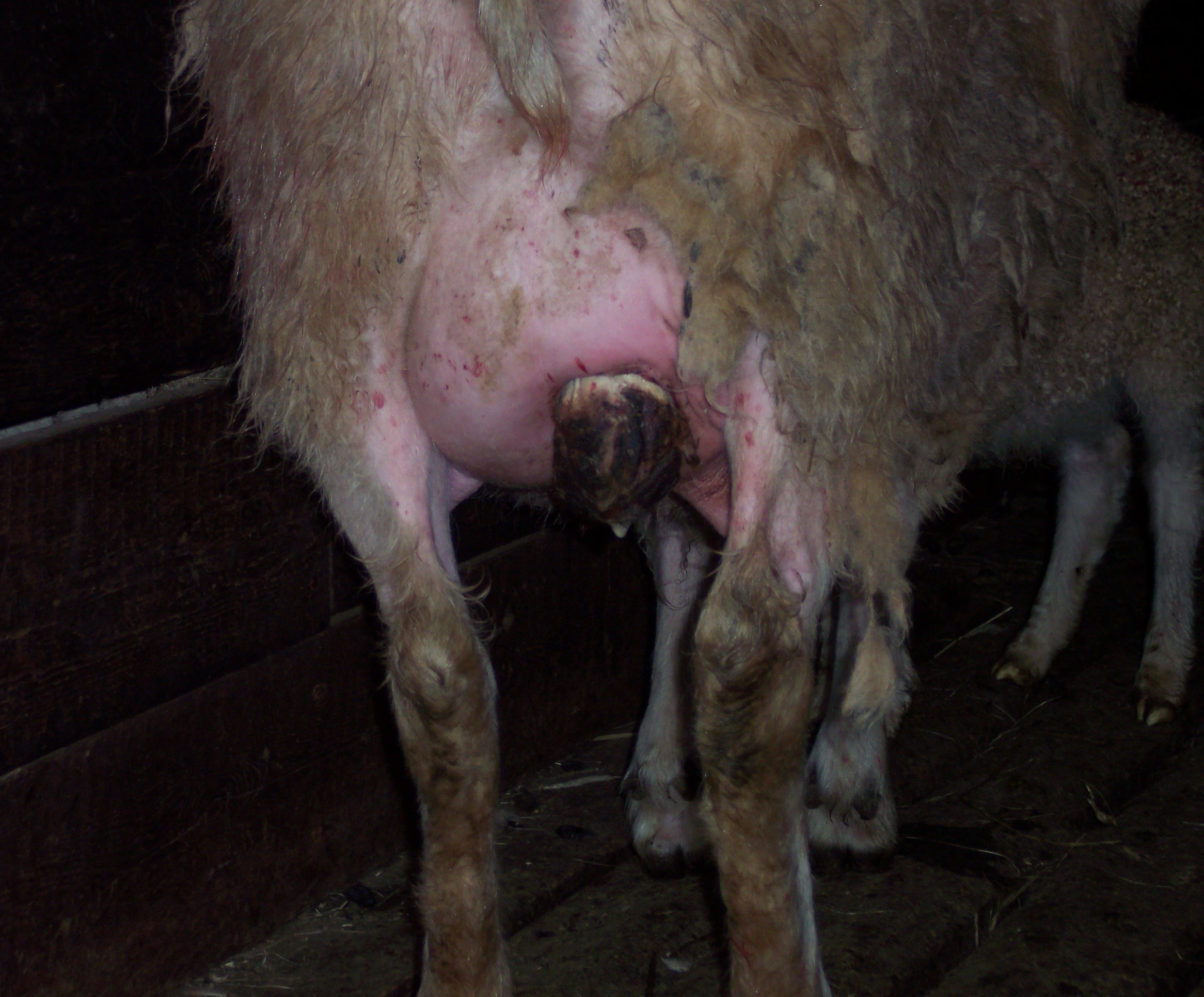
Bilden visar skadorna på ett juver hos ett får som drabbats av juverinflammation.

Man har funnit Streptococcus agalactiae i många däggdjur såsom nötkreatur, kameler, hundar, krokodiler, sälar och delfiner.

### Nötkreatur
Streptococcus agalactiae kan hos mjölkkor infektera juvret och orsaka juverinflammation (mastit) av varierande allvarlighetsgrad. Det är vanligt att sådana mastiter får ett långvarigt (kroniskt) förlopp och att de leder till minskad mjölkproduktion (därav bakteriens namn: agalactiae, som betyder ”ingen mjölk” på latin). 
I mjölkbesättningar kan sjukdomen spridas snabbt mellan kor och orsaka allvarliga besättningsproblem. Före upptäckten av antibiotika var sjukdomen vanlig. På grund av sjukdomens påverkan på mejeriindustran har förebyggande åtgärder införts, och sedan 1970-talet har förekomsten minskat betydligt i världen. Juverinfektion med bakterien har under lång tid varit ovanlig hos svenska mjölkkor men förekomsten ökade under 2000-talet, varför betydelsen av åtgärder för att förebygga sådana infektioner har ökat.